# Totentanz von Kientzheim
In Kientzheim im Elsass, Département Haut-Rhin, bestand bis zur französischen Revolution ein bedeutender Totentanz, dessen Bilder und Begleitverse heute nur noch durch eine im 19. Jahrhundert wieder aufgefundene Handschrift bekannt sind.

## Entstehung und Zerstörung
Auf der südlichen Friedhofsmauer neben der Oberen Kirche in Kientzheim bei Kaysersberg befand sich früher ein Totentanz aus dem Jahr 1517 mit Predigerszene, Beinhausmusik und 27 Tanzpaaren in der gewohnten ständischen Ordnung. Zur Zeit der französischen Revolution hatte man die Malerei übertüncht und im 19. Jahrhundert sogar die ganze Mauer abgerissen unter vollständiger Zerstörung des Totentanzes.

## Handschrift mit Beschreibung und Begleitversen
Durch glückliche Umstände wurde 1897 im Archiv der Stadt Kientzheim eine Handschrift des 16. Jahrhunderts aufgefunden. Sie trug den Titel „Folgt der Toden Dantz, wie er zu Köntzen ihm Kreutzgang stoht“ und enthielt auf 31 Blättern den vollständigen Text der begleitenden Verse und zusätzlich eine recht genaue Beschreibung der einzelnen Szenen und Personen in altelsässischer Volkssprache. Damit sind so zahlreiche Einzelheiten bekannt, dass Inhalt und künstlerische Qualität dieses untergegangenen Kunstwerks den Umständen entsprechend beurteilt werden können.
Nach der Beschreibung gehörten zu dem dreiteiligen Zyklus: drei einleitende Bilder, der eigentliche Totentanz mit 25 Szenen und zwei Schlussbilder. Die einleitenden Bilder zeigen einen Prediger auf der Treppe zur Kanzel, dem der Tod mit Stundenglas und Krückstock folgt, mehrere Totenskelette mit Musikinstrumenten vor dem Beinhaus und einen mit Gewürm bedeckten Leichnam im offenen Grab. Auf den eigentlichen Totentanz folgen die Bilder von drei als Pfeifer, Trommelschläger und Fähnrich kostümierten Skeletten mit dem Narren sowie ein Amtsweibel oder Bote, dem viele Menschen hinterherlaufen.
Die Tanzpaare treten in folgender Reihenfolge auf (die vom Tod jeweils mitgeführten oder gespielten Musikinstrumente sind in Klammern gesetzt):

1. Papst (Harfe), 2. Kaiser (Trompete), 3. Kardinal, 4. Kaiserin (Laute), 5. König (Pfeifen),
6. Bischof (Orgel), 7. Herzog (Zinken), 8. Graf (Jagdhorn), 9. Abt (Horn), 10. Ritter (Heertrommel), 11. Pfarrer (Schelle), 12. Arzt (Pritsche mit Schellen), 13. Barfüßer Mönch (Zeitglöckchen), 14. Schultheiß (Leier), 15. Ratsherr (Klingel), 16. Stadtschreiber, 17. Bürgerin (Hackbrett), 18. Waldbruder, 19. Wucherer (Dudelsack), 20. Handwerksmann, 21. Bauer, 22. Landsknecht, 23. Jüngling (Schalmei), 24. Jungfrau (Geige), 25. Kind, 26. Narr (Schnabelpfeife und Trommel), 27. Amtsweibel oder Bote. Es fällt auf, dass Stadtschreiber und Landsknecht nur in dem Kientzheimer Zyklus, nicht aber bei anderen Totentanzdarstellungen dieser Zeit vorkommen.
Die Art und Weise, wie in der Handschrift die Bewegungen der Tanzpaare, die Attribute der Tänzer und die Kleidungsstücke exakt beschrieben werden, deuten darauf hin, dass es sich bei diesem Totentanz um ein qualitätvolles Werk gehandelt haben muss, das zwar Anklänge an einzelne Szenen des Großbasler Totentanzes verrät, und wegen der von den Todesgestalten benutzten Musikinstrumente auch an den Heidelberger Totentanz von 1485/88 erinnert; aber Wortwahl und Ausdrucksweise sind zupackender und kritischer geworden als die Verse des 15. Jahrhunderts.

## Bedeutung
Dass gerade in Kientzheim ein so kunstvoller Totentanz entstehen konnte, ist wahrscheinlich auf die Einflüsse des damaligen Bischofs von Basel und der Lehensherren zurückzuführen. Außerdem war Kientzheim im 15. und 16. Jahrhundert ein bekannter Wallfahrtsort, den auch Kaiser Friedrich III. besucht hat.
Aber aus welchem Anlass wurde bereits kurz nach der Entstehung des Totentanzes eine vollständige Beschreibung mit den Begleitversen für einen offenbar auswärtigen Interessenten angefertigt und wie gelangte dieses Manuskript wieder nach Kientzheim zurück? Diese Fragen versucht Reinhold Hammerstein zu klären, indem er auf die familiären Beziehungen der Familien der Grafen von Zimmern, der Grafen von Lupfen und des Reichsfreiherrn Lazarus von Schwendi und deren Verbindung mit Kientzheim hinweist. Kientzheim gehörte seit 1435 zur Lehensherrschaft der Familie von Lupfen, die es 1563 an Lazarus von Schwendi verkaufte; dieser war in zweiter Ehe mit Eleonora von Zimmern verheiratet und wurde 1583 in Kientzheim beigesetzt. Wilhelm Wernher von Zimmern hatte kurz nach Entstehung des Kientzheimer Totentanzes Katharina von Lupfen geheiratet (1521), und als gebildeter Historiker und Dichter damals wahrscheinlich auch das neue Totentanzgemälde kennengelernt. Sein Interesse an dessen Beschreibung und Begleittext lässt sich auch aus Vorstudien zu dem von ihm kurze Zeit später auf Schloss Herrenzimmern verfassten und gezeichneten Totentanz herleiten. Es ist weiterhin denkbar, dass die von ihm initiierte Handschrift nach seinem Tod wieder nach Kientzheim gelangte.

## Legende von den "Drei Lebenden und den drei Toten"
Auf der Nordseite der Oberen Kirche in Kientzheim befinden sich heute noch an den Außenmauern der ehemaligen Michaelskapelle die  Wandmalereien zu der Legende von der Begegnung der Drei Lebenden und den drei Toten und zu den Sieben Werken der Barmherzigkeit. Diese wahrscheinlich um 1517 entstandenen und später überstrichenen Szenen waren 1886 wieder freigelegt und fotografisch dokumentiert worden, ehe man sie 1977 restaurieren ließ. Der damit beauftragte Künstler Gérard Ambroselli hat dann allerdings die fragmentarisch erhaltenen Bilder der Drei Lebenden und der drei Toten eigenmächtig in ein Wandgemälde im Stil des 20. Jahrhunderts umgestaltet. Auf Grund der alten Fotografien lässt sich die ursprüngliche Fassung wenigstens annähernd rekonstruieren: Die von links herantretenden drei Lebenden begegnen unversehens ihren seit langem verstorbenen Vorfahren. Die Lebenden sind nicht beritten und werden auch nicht durch ein Friedhofskreuz von den drei Toten getrennt. Diese beiden Beobachtungen sind untrügliche Anhaltspunkte für die im alemannisch geprägten Elsass übliche Malweise, während es im Gegensatz dazu innerhalb der damaligen Grenzen des Königreichs Frankreich üblich war, dass die Lebenden sich mit ihren Pferden nähern und dass die beiden Gruppen der Lebenden und der Toten durch ein Friedhofskreuz getrennt werden. Die Lebenden sind herrschaftlich gekleidet; zumindest zwei von ihnen tragen unterschiedlich geformte Kronen. Die in Leichentücher gehüllten Toten sind ebenfalls gekrönt. Bei den Lebenden ist eine Altersfolge zu erkennen: der Erste wirkt noch jugendlich, während der Mittlere älter ist und einen Backenbart trägt; der Letzte soll offensichtlich durch Kleidung, Zepter und Ordenskette als Ranghöchster der Edelleute gekennzeichnet werden. Über den Gestalten sind verschlungene Spruchbänder zu erkennen, auf denen bei der Wiederentdeckung noch Wortreste in alemannischer Sprache zu lesen waren.